# Nikander (Fienomienow)
Nikander, imię świeckie: Nikołaj Grigorjewicz Fienomienow (ur. 20 kwietnia?/2 maja 1872 w guberni orłowskiej, zm. 3 marca 1933 w Taszkencie) – rosyjski biskup prawosławny.

## Życiorys
Urodził się w rodzinie kapłana prawosławnego. Ukończył seminarium duchowne w Orle w 1893, a następnie Kijowską Akademię Duchowną (1897) z tytułem kandydata nauk teologicznych. 3 kwietnia tego samego roku złożył wieczyste śluby mnisze z imieniem Nikander, zaś tydzień później został wyświęcony na hierodiakona. 15 sierpnia 1897 wyświęcony na hieromnicha. Od października 1897 pracował w seminarium duchownym w Tule jako wykładowca homiletyki. Po trzech latach przeniesiono go do seminarium w Kutaisi jako inspektora, zaś w 1901 – na analogiczne stanowisko w seminarium w Tyflisie. W 1902 otrzymał godność archimandryty i stanął na czele seminarium jako rektor.
10 lipca 1905 miała miejsce jego chirotonia na biskupa kineszemskiego, wikariusza eparchii kostromskiej, zgodnie z otrzymaną 2 czerwca tego samego roku nominacją. W 1908 został przeniesiony do eparchii petersburskiej jako jej wikariusz, z tytułem biskupa narwskiego. Od 1914 do 1918 sprawował urząd biskupa wiackiego i słobodzkiego. Uczestniczył w Soborze Lokalnym Rosyjskiego Kościoła Prawosławnego.
W listopadzie 1918 został uwięziony w moskiewskim więzieniu na Butyrkach i był w nim przetrzymywany do kwietnia roku następnego, bez przedstawienia zarzutów. Ostatecznie został skazany na trzy lata łagru; w czasie pobytu w więzieniu otrzymał godność arcybiskupa. Karę łagru odbywał w Archangielsku, po roku został zwolniony, wrócił wówczas do Moskwy. Już 20 października 1920 został aresztowany w swoim mieszkaniu w stolicy ZSRR. Zwolniono go w lipcu 1921 po podpisaniu zobowiązania o pozostaniu w Moskwie. Z tego powodu nie mógł udać się do Astrachania, chociaż decyzją Świętego Synodu z 1921 miał być ordynariuszem eparchii astrachańskiej i jenotajewskiej. W 1922 wyznaczony na arcybiskupa krutickiego, stał się jednym z najbliższych współpracowników patriarchy Tichona.
Aresztowany po raz kolejny w marcu 1922, przebywał w więzieniu do stycznia 1923, jednak w marcu tego samego roku został uwięziony ponownie i szybko zwolniono; w marcu 1923 ponownie wtrącony do więzienia, przebywał w nim około roku. W 1924 skazany na trzyletnią zsyłkę do Azji Środkowej, mieszkał w Chiwie i Czymbaju; został przedterminowo zwolniony.
W 1925 otrzymał godność metropolity i został skierowany do eparchii chersońskiej. Po dwóch latach przeniesiony do eparchii taszkenckiej i turkiestańskiej. W 1929 został zmuszony do powrotu do Moskwy i zobowiązany do pozostania w niej. Do Taszkentu wrócił przed śmiercią. Tamże zmarł w marcu 1933 i został pochowany w sąsiedztwie cerkwi św. Aleksandra Newskiego.